# 阿勒根鎮區 (密歇根州)
阿勒根鎮區（英語：Allegan Township）是位於美國密歇根州阿勒根縣的一個行政鎮區。

## 地方資料
阿勒根鎮區的面積為82.60平方千米，當中陸地面積為78.70平方千米，而水域面積為3.90平方千米。根據2010年美國人口普查的數據，當地共有人口4689人，而人口密度為每平方千米56.77人。